# 成功水庫
成功水庫，是澎湖群島上的一座水庫，位於澎湖縣湖西鄉成功村（舊稱港底村、文德村），興建於1972年，有效容量約為121萬立方公尺，是澎湖最大的水庫，同時也是縣內最早興建的水庫，主要功能是用來解決馬公市與湖西鄉夏季缺水的問題。成功水庫水壩被列為歷史建築，水庫周圍集水地也是良好的賞鳥地點。

## 興建背景
澎湖地形平坦，因為沒有高山，無法攔截氣流形成地形雨，以致於每年的降雨量都不豐盛。早期澎湖地區居民的生活用水皆仰賴地下水，但超抽地下水的後果導致地下水源枯竭。政府為了解決馬公地區的用水，開始著手規劃興建成功水庫。成功舊名「港底」，位在兩半島之間，故而被選定為蓄水區，在海灣內興建長堤蓄水。成功水庫於1972年（民國61年）開始動工興建，1974年正式竣工。由於成功水庫在生態和民生上都佔有重要的地位，澎湖縣政府於2003年（民國92年）評列公告成功水庫為「歷史建築」。

## 設計
成功水庫壩型為混凝土，動壩長度290公尺，堆石壩長度173公尺，壩頂標高11公尺，最大壩身高度10.5公尺，壩頂長度290公尺，壩頂寬度7.6公尺，集水區面積達28.749公頃，滿水位標高9公尺。主要水源為港底溪及降雨，超出水位的水會自動溢流至台灣海峽。每日供水量3,000立方公尺至成功淨水場，經處理後送出的自來水作為澎湖地區民生用水。

## 圖輯

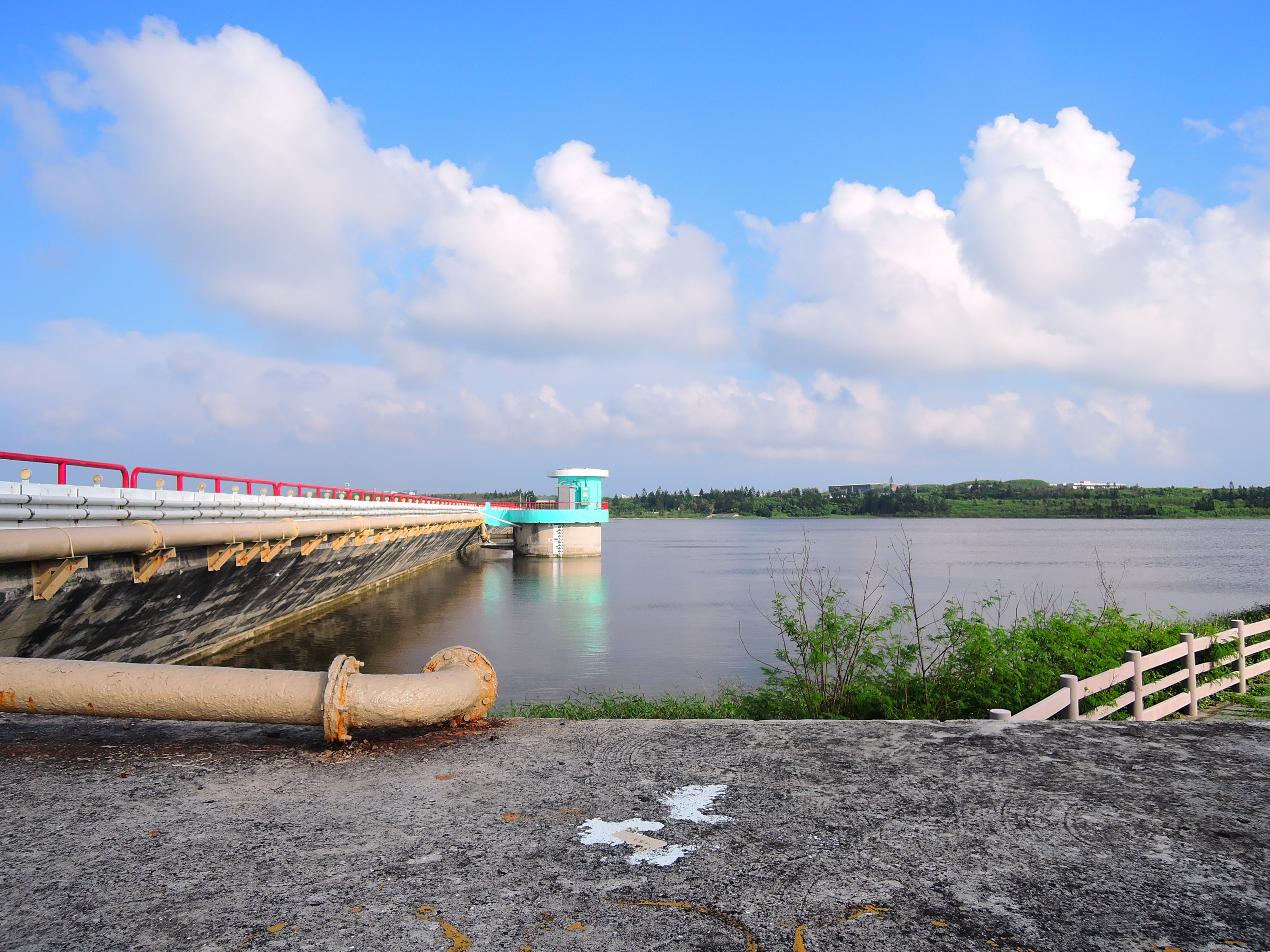
容水區
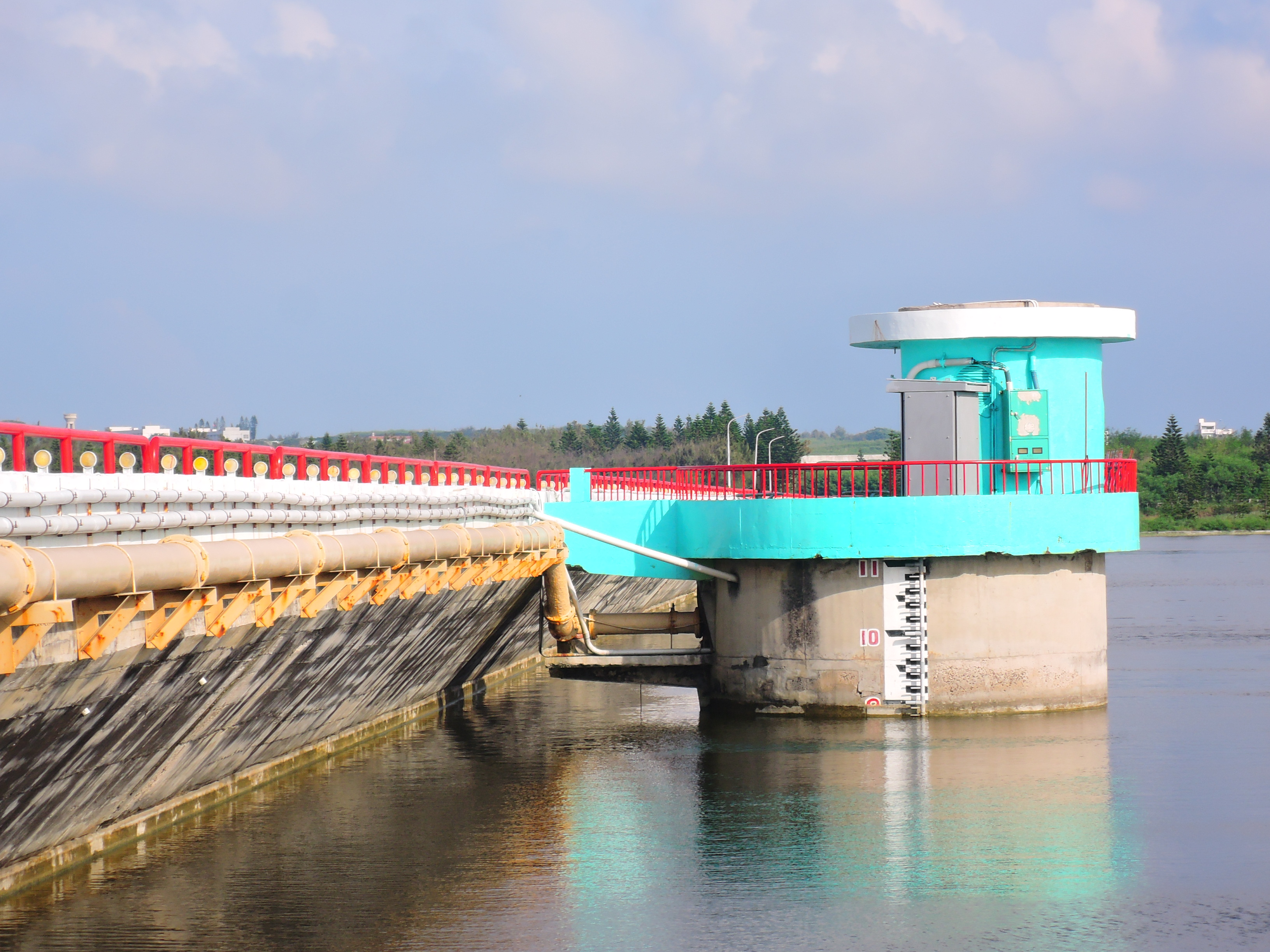
水塔
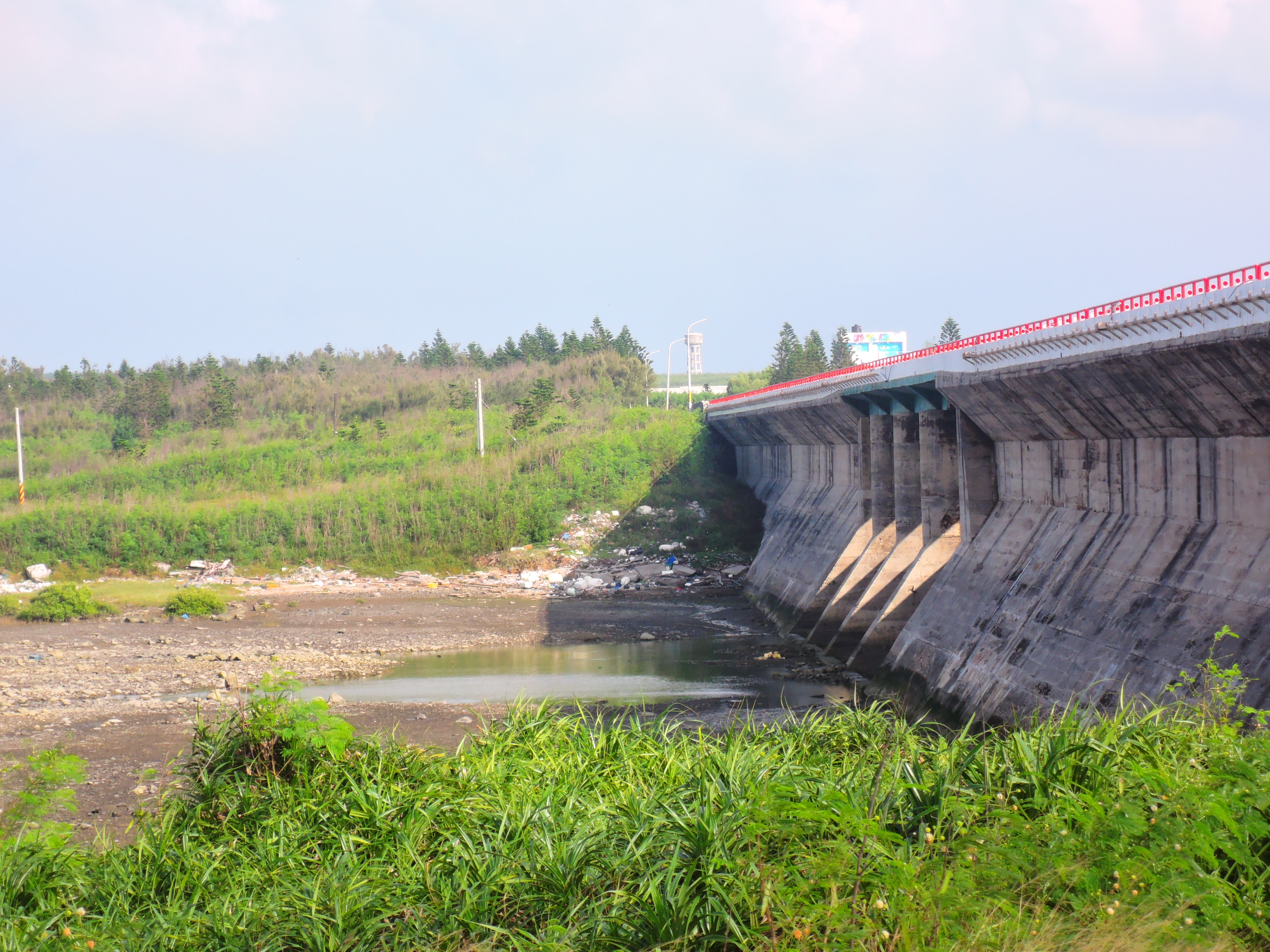
水壩
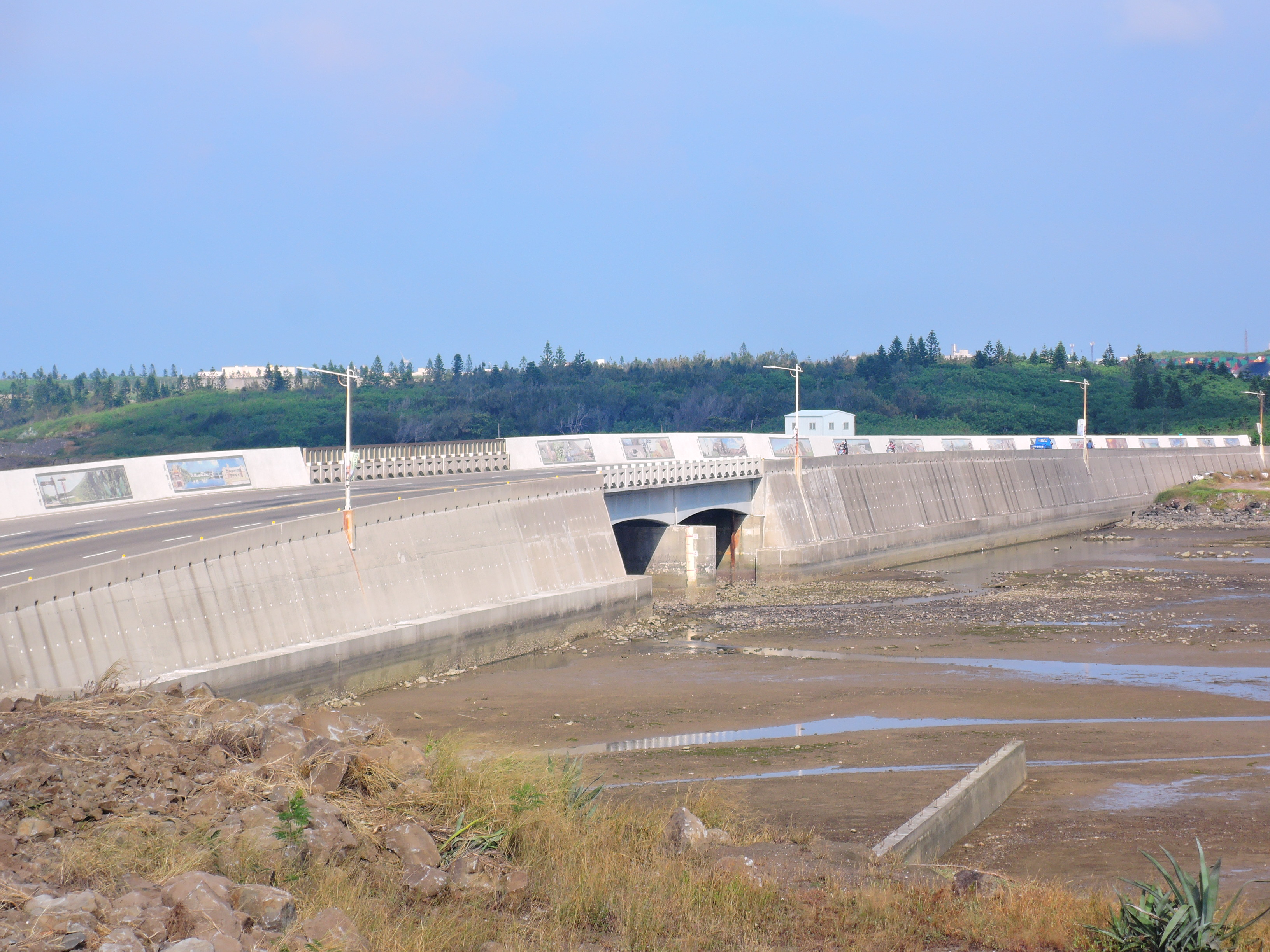
阻隔外海與水壩的成功橋